# باشگاه فوتبال آراکس
باشگاه فوتبال آراکس (انگلیسی: FC Araks) یک باشگاه فوتبال در شهر آرارات و در کشور ارمنستان بود که در لیگ برتر فوتبال ارمنستان بازی می‌کرد. این باشگاه در سال ۲۰۰۱ میلادی تأسیس و در سال ۲۰۰۵ منحل شد.

## آمار لیگ
| ارمنستان (۲۰۰۲ – ۲۰۰۴) |              |     |      |     |       |      |        |          |     |        |      |
| فصل                    | دسته         | سطح | بازی | برد | تساوی | باخت | گل زده | گل خورده | +/- | امتیاز | مکان |
| ۲۰۰۲                   | لیگ دسته اول | ۲   | ۳۰   | ۲۵  | ۲     | ۳    | ۸۵     | ۱۸       | +۶۷ | ۷۷     | ۲.   |
| ۲۰۰۳                   | لیگ برتر     | ۱   | ۲۸   | ۲   | ۳     | ۲۳   | ۱۷     | ۸۶       | -۶۹ | ۹      | ۸.   |
| ۲۰۰۴                   | لیگ دسته اول | ۲   | ۳۰   | ۱۶  | ۳     | ۱۱   | ۵۷     | ۳۱       | +۲۶ | ۵۱     | ۶.   |